# صرار الليل على الموقد
صرار الليل على الموقد: خرافة عن الوطن (بالإنجليزية: The Cricket on the Hearth. A Fairy Tale of Home)‏ هي رواية قصيرة بقلم تشارلز ديكنز، والتي نشرتها دار برادبري وايفانز، وصدرت في 20 ديسمبر 1845 مع الرسوم التوضيحية بريشة دانيال ماكليس وجون ليتش وريتشارد دويل وكلاركسون ستانفيلد وإدوين هنري لاندسير. بدأ ديكنز بكتابة القصة في 17 أكتوبر 1845 وانتهى في 1 ديسمبر من تلك السنة. مثل كل من كتب عيد الميلاد لديكنز، فقد نشرها في شكل كتاب، وليس كمسلسل كما فعل في أغلب رواياته. وصفها ديكنز الرواية بأنها «هادئة وأليفة [...] بريئة وجميلة.»  وتنقسم إلى فصول تسمى «تغريدات»، على غرار «الأرباع» في فصة الدقات أو «العصي» من أنشودة عيد الميلاد. وهي الثالثة من كتب عيد الميلاد الخمسة لديكنز، وسبقتها أنشودة عيد الميلاد (1843) ودقات الأجراس (1844)، وتلتها معركة الحياة (1846) والرجل المسكون ومساومة الشبح في (1848).

## خلفيتها
فكر ديكنز مليًا في يوليو من عام 1845، في تشكيل مجلة دورية تركز على اهتمامات المنزل. وكان من المفترض أن يطلق عليها اسم صرار الليل، ولكن فشلت الخطة، وحوَّل فكرته إلى كتاب عيد الميلاد، الذي تخلى فيه عن النقد الاجتماعي، والأحداث الجارية، والمواضيع المحلية لصالح الخيال البسيط بالرغم من أن البعض انتقد هذه الفكرة. صدر الكتاب في 20 ديسمبر من عام 1845 (لكن كُتب على صفحة التي تحمل العنوان تاريخ «1846»)، وبيع بكميات كبيرة في السنة الجديدة. افتُتح 17 إنتاجًا مسرحيًا ضمن موسم عيد الميلاد في عام 1845، وحصل إنتاج واحد على موافقة ديكنز، وافتُتح في نفس اليوم الذي أُصدِر فيه الكتاب. قرأ ديكنز الحكاية أربع مرات في أداء تمثيلي أمام العامة. ومُثِّلت في العديد من اللغات، وكانت عبر سنوات أكثر شعبيةً من رواية ترنيمة عيد الميلاد على خشبة المسرح. كانت رواية صرار الليل أقل وضوحًا من بعض كتب عيد الميلاد لديكنز، وقد انتُقدت بسبب الإفراط العاطفي الموجود فيها، لكنها جذبت القراء المعاصرين؛ بسبب تصويرها للمثال الفيكتوري عن المنزل السعيد.

## الحبكة
يعيش جون بيرينغل -الناقل العام- مع زوجته الشابة دوت، وابنهما الصغير ومربية الأطفال تيلي سلوبوي. يصدر صرار الليل صريرًا بجانب الموقد، ويتصرَّف كملاك حارس للعائلة. ويأتي في يوم من الأيام، رجل غريب مسن غامض بغرض الزيارة لكنه يأخذ لنفسه مكانًا للإقامة في منزل بيرينغل لبضعة أيام. تتقاطع حياة عائلة بيرينغل مع حياة كاليب بلامر، وهو صانع ألعاب فقير يعمل عند السيد تاكلتون البخيل. كاليب لديه ابنة عمياء تدعى بيرثا، وابن وحيد يدعى إدوارد، سافر إلى أمريكا الجنوبية، ويُعتقد أنه مات هناك. ينوي البخيل تاكلتون الزواج قريبًا من ماي حبيبة إدوارد، لكنها لم تكن تحبه. يخبر تاكلتون جون بيرينغل أن زوجته دوت تخونه، ويعرض له مشهدًا سريًا تعانق فيه دوت الرجل الغامض المقيم في منزلهم. لكن هذا الأخير المُتنكّر، هو في الواقع أصغر سنًا مما يبدو. كان جون متألمًا للغاية لأنه يحب زوجته كثيرًا، لكنه يقرر بعد بعض المشاورات أن ينفصل عن زوجته ويحررها من عقد زواجهما. 
اكتُشف في النهاية، أن الشخص الغامض ليس سوى إدوارد الذي عاد في لباسٍ تنكري. وتشير دوت إلى أنها كانت مخلصة لجون. تزوج إدوارد من ماي قبل ساعات من موعد زواجها من تاكلتون. لكن قلب تاكلتون كان يذوب وسط الهتاف الاحتفالي (بطريقة تذكرنا بإبنزر سكروج)، بعد أن ترك ماي لحبها الحقيقي.

## الشخصيات الرئيسة
- جون بيرينغل: الناقل العام، والحطّاب، وهو رجل نزيه.
- السيدة ماري بيرينغل («دوت»): زوجة جون بيرينغل.
- كاليب بلامر: صانع ألعاب قديمة فقير في شركة تاكلتون.
- بيرثا بلامر: ابنة كاليب بلامر العمياء.
- إدوارد بلامر: ابن كاليب بلامر.
- تاكلتون (يدعى «غروف وتاكلتون»): رجل صارم حاد الطباع، وهو تاجر ألعاب ساخر.
- ماي فيلدينغ: صديقة للسيدة بيرينغل.
- السيدة فيلدينغ: والدتها، سيدة مسنة كثيرة الشكوى والتذمر.
- تيلي سلوبوي: فتاة حمقاء تعمل مربية لدى السيدة بيرينغل.
- الطفل: ابن دوت وجون، يعامل مجرد كائن طوال القصة.

## الأهمية الأدبية والنقد
حقق الكتاب نجاحًا تجاريًا هائلًا، وسرعان ما صُنع منه طبعتين. وكانت التقييمات النقدية مُشجعة، لكن ليس كلها. قال أحد النقاد في مقال غير موقّع في التايمز، «نحن مدينون للأدب بالاحتجاج على هذا الإنتاج الأخير للسيد ديكنز».

## روابط خارجية
- صرار الليل على الموقد على موقع الموسوعة البريطانية (الإنجليزية)